# Francis La Monaca
Francis La Monaca, patronyme francisé de Francesco La Monaca, né le 10 février 1882 à Catanzaro (Italie) et mort le 5 février 1937 à Washington (États-Unis), est un peintre et sculpteur italien naturalisé français. 

## Biographie

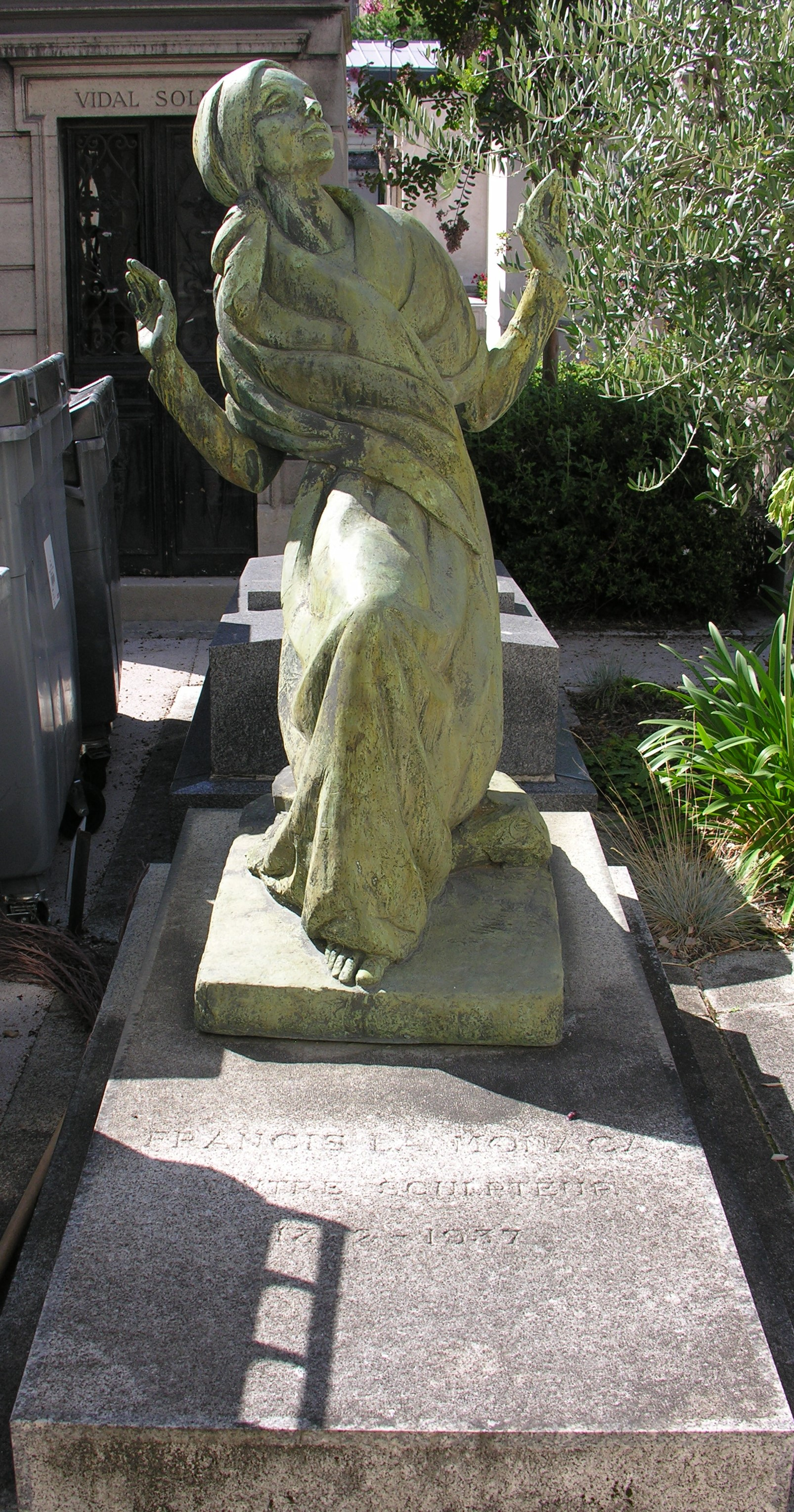
Tombe de Francis La Monaca au cimetière ancien de Neuilly-sur-Seine (division 1).

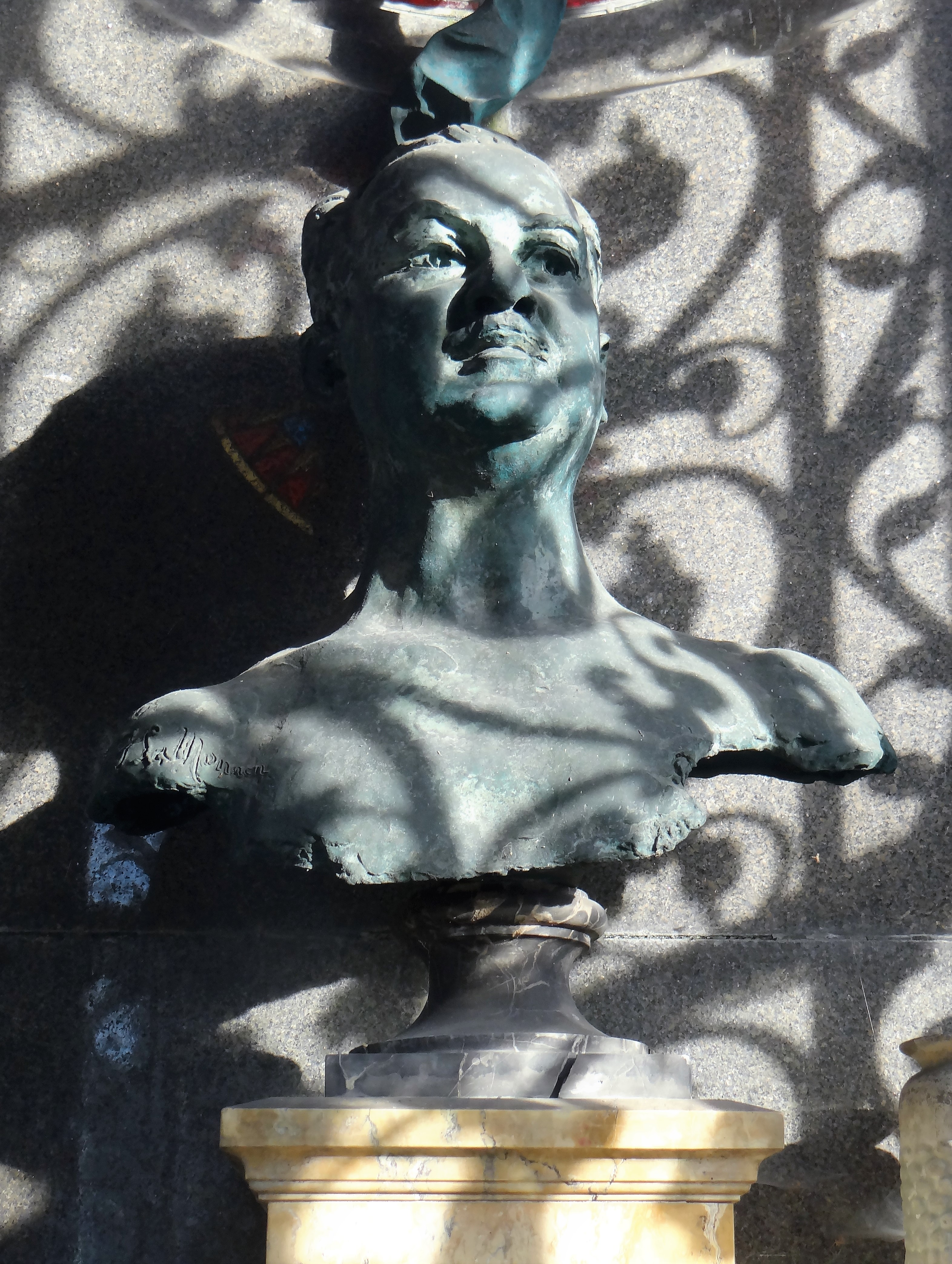
Buste de Léon Cornuché, Paris, cimetière Saint-Vincent.

Francesco La Monaca voit le jour dans une modeste famille, au no 74 rue Bellevue à Catanzaro, en Calabre (Italie), le 10 février 1882. Son père, Antonio La Monaca, est menuisier et sa mère, Rosaria Cristal, exerce la profession de fileuse. Les parents et les témoins, deux cordonniers de la paroisse, ne pourront signer l'acte de naissance, faute de ne pas savoir lire et écrire.
Il fréquente l'école primaire de sa localité, puis l'école secondaire. Il se montre bon élève, et a déjà un goût affirmé pour les arts. Pourtant il s'engage le 30 novembre 1901 au 190e régiment d'infanterie et suit les cours d'élève officier. Il devient le plus jeune officier de l'Italie, comme le signale le Courrier du Dimanche. Assistant de Vincent Groan, il se présente en 1903 pour entrer à l'Académie des beaux-arts de Naples, sans succès.
Décidé à embrasser cette carrière artistique, il obtient un congé illimité le 7 novembre et se rend à Paris, s'inscrit à l'École nationale supérieure des beaux-arts dans les ateliers des sculpteurs Gabriel-Jules Thomas (1824-1905) et Jean-Antoine Injalbert (1845-1933). Il vit de façon misérable, enchaînant les petits métiers. Il fréquente les milieux artistiques parisiens et fait la connaissance de Pablo Picasso, Henri Matisse, Amedeo Modigliani, sans être influencé par leur choix esthétique. Entre 1906 et 1907, il emménage aux alentours du boulevard Saint-Germain et commence à gagner quelque argent en réalisant des motifs décoratifs pour des bâtiments et magasins parisiens.
Dès 1909 débute une période de créativité féconde. Il expose au Salon des artistes français de 1909 et reçoit la reconnaissance de ses pairs. Il adresse sans succès une ébauche pour un concours à la réalisation d'un monument en hommage à Andrea Cefaly dans sa ville natale. Le journal local Vous Jeunesse le décrit comme un sculpteur jeune et vaillant. En 1911, Francis La Monaca habite au no 28 rue Notre-Dame-des-Champs à Paris, où se trouvent les artistes des Ateliers d'art sacré, et vend ses premières œuvres religieuses.
Il commence à être remarqué par la haute société parisienne et les collectionneurs viennent à lui. Sa situation financière s'étant améliorée, il emménage au no 7 rue Belloni et, en 1914, il est mis en relation avec Marie-Sophie de Bavière, ancienne reine consort des Deux-Siciles, avec laquelle il entretiendra une longue amitié. Elle lui commande des reproductions de sujets religieux et des représentations en argent des danseurs des célèbres Ballets russes de Serge de Diaghilev destinées au tsar et à son épouse à l'occasion de leurs noces d'argent. La Première Guerre mondiale éclatant, le travail sera suspendu. Il ne reste de cette commande que l'effigie de Tamara Karsavina.
Après avoir tenté en vain de s'engager, il part pour Londres où, en 1915, souffrant d'un ulcère gastrique, il est hospitalisé au Middlesex. Faute de moyen financier, il n'arrive pas à trouver un atelier à Londres et décide de regagner la France. Le 11 décembre, il débarque à Dieppe et regagne la capitale.
Il se consacre en plus de la sculpture, à la peinture et, en 1916, collabore au journal L'Illustration en qualité de correspondant de guerre. En 1917, il effectue un séjour à Trouville-sur-Mer où il souffre toujours de son ulcère. Il s'installe au no 17 avenue Trudaine à Paris.
La guerre finie, il organise une exposition personnelle à la galerie Marigny en 1919. En juillet 1920, il voyage aux États-Unis avec son secrétaire George Sisson, un américain qu'il avait connu à Menton. Il y mène une activité de chercheur d'or et connaîtra la fortune, mais des placements douteux l'entraîne à la faillite. Il ne fut pas productif dans cette période et seule subsiste une série de statuettes dite Chercheurs d'or en Alaska. Après cette expérience, il se sépare de son secrétaire et rentre en Europe. Embarquant à New York, il arrive en Angleterre le 5 mai. Là, il renoue avec ses anciennes relations de la période de la Grande Guerre, ouvre un atelier et fera les portraits des personnalités de Londres. Il fait une exposition remarquée à la Fine Art Gallery, où il expose 34 buste en bronze et en marbre qu'il réalisa en cinq mois pour cette exposition.
En 1923, il s'intéresse à la céramique et s'associe à l'usine Tanagra. Mais une mauvaise gestion conduira deux ans plus tard l'entreprise à la faillite. Pour faire face, il doit vendre les terres qu'il avait acheté avec l'argent de l'exposition de Londres. En 1925, Paul Reboux lui consacre un article dans Paris-Soir le 28 novembre. Le 26 octobre 1927, il est interviewé par l'écrivain italien Milly Cardona pour la Gazette du Peuple.
Francis La Monaca participe en 1927 au concours pour un monument au général Maceo à la demande de Cespedes, ministre de Cuba à Paris. Il réalise cette même année le Monument à Eugène Cornuché, créateur de la Plage fleurie des jardins du Pavillon de Deauville. Il est nommé chevalier de la Légion d'honneur. Il signe un contrat avec Goldscheider pour la reproduction de sculptures d'animaux exotiques. Il termine quelques statuettes équestres dont Après la course.
Le 20 janvier 1928, malgré les souffrances dues à son ulcère, il participe à la fête que donne Georges Bernheim en son honneur. En mars, il part à Monte-Carlo mais, toujours souffrant, il se rend en Italie pour consulter le professeur Murri, qui confirme la nécessité d'une opération qui a lieu le 20 juin, réalisée par son ami Victor Pauchet. Il part en convalescence en Bretagne où il se consacre à la peinture. 
En 1929, il s'installe dans son nouvel atelier rue Charles Laffitte à Neuilly-sur-Seine,où il réalise quelques séries de petits animaux. En 1930 il achève le groupe Bacchante qu'il présente au Salon des artistes français. En 1931, il termine Joueur d'Accordéon et se rend à Dieppe pour faire le portrait de l'américaine Mrs O'Donner et, en septembre, brosse le portrait de Madame Miracca, plus connue sous le nom de Paysanne Lombarde. En décembre, il exécute le Portrait de Monsieur Merio.
En janvier 1932, Francis La Monaca part à Londres avec la veuve du peintre Giovanni Boldini, Émilie Cardona, qu'il épouse le 4 février 1932. Le 6 février, le couple est de retour à Paris, et le 22 avril ils partent pour l'Italie. Une réception en leur honneur se déroule au Cercle des artistes de Gênes, puis ils se rendent à Venise pour l'inauguration de la Biennale. Début mai, le couple est à Rome, où Francis La Monaca ouvre un atelier éphémère sur la place Sallustio. À Rome, il réalise les portraits du général Maggiotto, d'Anna et Ghighi de Marzio, de Marteaux, du sénateur Emilio Bodrero, du petit De Giacomo et une statuette portrait de femme. 
L'année suivante, il fait la connaissance d'André Breton. Il présente au Salon le Joueur d'accordéon, destiné à être placé dans un jardin. Il fait les portraits de Châtelaine, de Mara Spiridovitch, de Nouvion, d'Amédée Bumière, de Guarnati et du ministre Heretis. Il est membre du jury de Miss France 1936.
Il devait faire le portrait du président Franklin Delano Roosevelt, mais il meurt dans la nuit du 4 au 5 février 1937, précédant le rendez-vous de la première pose. Sa dépouille fut rapatriée en France où il reçut les honneurs des autorités françaises et italiennes. Il repose au cimetière ancien de Neuilly-sur-Seine.

## Œuvres dans les collections publiques
En France
- Amboise : Tombe monumentale de Léonard de Vinci, 1934-1936[6]
- Deauville :
  - Buste de Désiré Le Hoc, maire de Deauville, 1920, bronze et pierre[8].
  - jardins du Pavillon de Deauville : Buste d'Eugène Cornuché, 1927.
- Paris, musée national d'Art moderne : Portrait du sénateur Borletti[9].

Au Vatican
- musée du Vatican : Buste de Pie XI, 1933.

## Œuvres exposées auSalon des artistes français
- 1909 : Danseur et siffleur.
- 1911 : La Pauvreté.
- 1912 : La Victoire de David, mention honorable ; Napoléon à Cheval.
- 1913 : Les Héros de la mer, médaille de bronze.
- 1923 : Saint Clair Thompson, Victor Pochet.
- 1924 : Dartigues.
- 1927 : Faunesse enivrée.
- 1930 : Bacchante.
- 1932 : Joueur d'accordéon ; Portrait de Mons Merio[6].

## Expositions
- 1911 : exposition à la Vallée Giulia à Rome :  La Petite Orpheline.
- 1919 : exposition personnelle à la galerie Marigny, Paris.
- 1922 : Fine Art Gallery, 18 Cork Steet, Londres, d'octobre à novembre : 34 portraits en bronze et en marbre.
- 1922 : hôtel de ville de Eastbourne, 29 des œuvres exposées à Londres.
- 1924 : Pavillon de Cannes , peintures.
- 1924 : hôtel Negresco, sculptures.
- 1924 : Cercle des Tamaris de Biarritz, 32 peintures et 14 sculptures.
- 1924 : galerie Lambert à Paris.
- 1925 : exposition personnelle au Pavillon de Deauville, 26 peintures, 8 sculptures et trois portraits dont Painlevé, Hayakawa, et G. B. Shaw.
- 1925 : exposition personnelle en septembre au Pavillon royal de Biarritz, peintures et sculptures dont celui du danseur Harry Pilcer et parmi les tableaux des paysages, fleurs, récifs sauvages statue de L'Enfant au crabe.
- 1925 : 15 novembre, salons de l'hôtel Astoria et Claridge au 103 rue Royale à Bruxelles.
- 1926 : salons de l'hôtel Ruhl, Nice.
- 1927-1930 : galerie Charpentier, Paris.
- 1927-1930 : galerie Bernheim, Paris.
- 1927 : exposition personnelle au Sporting Club de France, rue de l'Élysée à Paris.
- 1929 : exposition avec le peintre italien Ezio Castellucci à la galerie Dujardin à Roubaix.
- 1929 : galerie Jean Charpentier, faubourg Saint-Honoré, du 26 mars au 11 avril, 106 peintures.
- 1929 : New York, Danseuse.
- 1929 : Cercle de l'Union artistique de Paris, Un groupe d'artistes italiens à Paris, exposition inaugurée le 25 mai par l'ambassadeur d'Italie le comte Gaetano Manzoni.
- 1930 : galerie Bernheim-Jeune, faubourg Saint-Honoré à Paris, 44 peintures.
- 1992 : galerie Ville d'Art Moderne, Palazzo dei Diamanti, Ferrare, du 14 mars au 4 mai.
- 2011 : du 21 avril au 24 mai, exposition itinérante de plus de 65 œuvres.
- Galerie d'art Le Minotaure, Via Torre del Popolo, Palazzolo[6].